# 탈수저장법
탈수저장법(脫水貯藏法)은 식품에서 수분을 줄여 미생물의 생장을 막아 식품을 오래 보존하는 방법이다. 크게 건조법, 염장법, 당장법이 있다.